# Юрьев, Евгений Дмитриевич
Евгений Дмитриевич Юрьев — русский поэт и композитор, автор романсов, среди которых: «В лунном сиянии», «Эй, ямщик, гони-ка к „Яру“», «Зачем любить, зачем страдать» и др.

## Информация
Известно более пятнадцати романсов Е. Д. Юрьева 1894—1906 годов на собственные слова и музыку, а также одиннадцать романсов и песен, в том числе «цыганских», на его слова в исполнении А. Н. Чернявского.
Информация о биографии Е. Д. Юрьева почти не сохранилась.
Романс «В лунном сиянии» («Динь-динь-динь», «Колокольчик») продолжает в русской песенной культуре ямщицкую тематику, начатую романсом «Вот мчится тройка удалая…» в 1828 году, когда Алексей Николаевич Верстовский положил на музыку отрывок про ямщика из стихотворения Фёдора Глинки. Об истории создания романса вообще мало что известно, просто сочинился — и всё.
Какое-то время с ним выступала певица Анастасия Вяльцева (1871—1913).
Сейчас романс стал одним из самых популярных и входит в репертуар многих исполнителей и очень часто используется в спектаклях и кинофильмах.